# Acacia chamaeleon
Acacia chamaeleon är en ärtväxtart som beskrevs av Bruce R. Maslin. Acacia chamaeleon ingår i släktet akacior, och familjen ärtväxter. Inga underarter finns listade i Catalogue of Life.